# الگوی ناظر
الگوی ناظر یک الگوی طراحی نرم‌افزار است که در آن یک شی به نام موضوع، فهرست وابستگی‌هایش را با نام ناظران نگه می‌دارد و هرگونه تغییر در وضعیتش را به‌طور خودکار و معمولاً با صدا کردن یکی از روش‌های آن به اطلاع آن اشیا می‌رساند.
این الگو معمولاً برای پیاده‌سازی سامانه‌های توزیع‌شدهٔ رسیدگی به رویداد در نرم‌افزارهای «رویداد محور» استفاده می‌شود. اکثر زبان‌های مدرن مانند C# سازندگان درونی‌شده «رویداد» را دارند که الگوی ناظر را پیاده‌سازی می‌کند تا برنامه‌نویسی آسان و کد کوتاه شود.
در این الگوی اشیای ناظر (observer) نزد اشیای subject ثبت‌نام (register) می‌کنند. در ادامه شئ subject پس از هر تغییر تمام observer ها خود را مطلع می‌کند.
الگوی ناظر همچنین بخش مهمی در الگوی معماری مدل-نما-کنترل‌گر (MVC) دارد. الگوی ناظر در بسیاری از کتابخانه‌های و سامانه‌های برنامه‌نویسی و تقریباً تمام تول‌کیت‌های GUI پیاده‌سازی شده‌است.

### دیاگرام کلاس

UML class diagram ناظر الگوی

## مثال در دنیای واقعی
وقتی در یک خبرنامه اشتراک می‌گیریم، به ازای هر بار انتشار آن به صورت آنلاین یا فیزیکی خبرنامه جدید را دریافت می‌کنیم. در اینجا ما به عنوان اشتراک‌گیرنده و شرکت‌ مدیریت‌کننده مجله به عنوان اشتراک‌دهنده عمل می‌کند.

## مثال
مثال در پایتون:
```
class
 
Observable
:

    
def
 
__init__
(
self
):

        
self
.
__observers
 
=
 
[]

    
def
 
register_observer
(
self
,
 
observer
):

        
self
.
__observers
.
append
(
observer
)

    
def
 
notify_observers
(
self
,
 
*
args
,
 
**
kwargs
):

        
for
 
observer
 
in
 
self
.
__observers
:

            
observer
.
notify
(
self
,
 
*
args
,
 
**
kwargs
)

class
 
Observer
:

    
def
 
__init__
(
self
,
 
observable
):

        
observable
.
register_observer
(
self
)

    
def
 
notify
(
self
,
 
observable
,
 
*
args
,
 
**
kwargs
):

        
print
(
'Got'
,
 
args
,
 
kwargs
,
 
'From'
,
 
observable
)

subject
 
=
 
Observable
()

observer
 
=
 
Observer
(
subject
)

subject
.
notify_observers
(
'test'
)

```

مثال در جاوا:
```
import
 
java.util.List
;

import
 
java.util.ArrayList
;

import
 
java.util.Scanner
;

class
 
EventSource
 
{

    
public
 
interface
 
Observer
 
{

        
void
 
update
(
String
 
event
);

    
}

  

    
private
 
final
 
List
<
Observer
>
 
observers
 
=
 
new
 
ArrayList
<>
();

  

    
private
 
void
 
notifyObservers
(
String
 
event
)
 
{

        
observers
.
forEach
(
observer
 
->
 
observer
.
update
(
event
));
 
//alternative lambda expression: observers.forEach(Observer::update);

    
}

  

    
public
 
void
 
addObserver
(
Observer
 
observer
)
 
{

        
observers
.
add
(
observer
);

    
}

  

    
public
 
void
 
scanSystemIn
()
 
{

        
Scanner
 
scanner
 
=
 
new
 
Scanner
(
System
.
in
);

        
while
 
(
scanner
.
hasNextLine
())
 
{

            
String
 
line
 
=
 
scanner
.
nextLine
();

            
notifyObservers
(
line
);

        
}

    
}

}

```

```
public
 
class
 
ObserverDemo
 
{

    
public
 
static
 
void
 
main
(
String
[]
 
args
)
 
{

        
System
.
out
.
println
(
"Enter Text: "
);

        
EventSource
 
eventSource
 
=
 
new
 
EventSource
();

        

        
eventSource
.
addObserver
(
event
 
->
 
{

            
System
.
out
.
println
(
"Received response: "
 
+
 
event
);

        
});

        
eventSource
.
scanSystemIn
();

    
}

}

```